# Chất độc

Biểu tượng độc tiêu chuẩn EU, được định nghĩa bởi Chỉ thị 67/548/EEC.

Trong ngữ cảnh sinh học, các chất độc là các chất có thể gây hư hại, bệnh, hoặc tử vong cho các cơ thể, thường bằng các phản ứng hóa học hoặc các hoạt tính khác trên phạm vi phân tử, khi một số lượng vừa đủ được cơ thể sinh vật hấp thụ vào. Paracelsus, cha đẻ của ngành độc chất học, đã từng viết: "Mọi thứ đều là chất độc, trong mọi thứ đều có chất độc. Chỉ có liều lượng là làm cho một thứ không phải là một chất độc".

## Lịch sử
Trong suốt lịch sử loài người, chất độc đã được sử dụng có chủ ý như một phương pháp giết người, kiểm soát dịch bệnh, tự tử và hành quyết. Như một phương pháp hành quyết, chất độc đã được ăn vào, như người Athens cổ đại đã làm, hít vào, như với carbon monoxide hoặc hydro xyanua, hoặc tiêm. Tác dụng gây chết người của chất độc có thể được kết hợp với sức mạnh ma thuật được cho là của nó; một ví dụ là chất độc gu của Trung Quốc. Chất độc cũng được sử dụng trong chiến tranh thuốc súng. Chẳng hạn như tài liệu tiếng Trung thế kỷ 14 tên Gương rồng lửa viết bởi Jiao Yu đã phác thảo việc sử dụng hỗn hợp thuốc súng độc hại để lấp đầy bom lựu đạn gang. 
Trong khi asen là một chất độc môi trường tự nhiên, chất cô đặc nhân tạo của nó đã từng được đặt biệt danh là bột thừa kế.  Ở châu Âu thời Trung cổ, các vị vua thường sử dụng người nếm thức ăn cá nhân để ngăn chặn vụ ám sát hoàng gia, trong thời đại của Apothecary.

## Thuật ngữ và phân biệt
Một vài chất độc cũng là các độc tố, thường là các chất được tạo ra trong tự nhiên, như các protein của vi khuẩn gây ra bệnh uốn ván và chứng ngộ độc thịt. Nhưng sự phân biệt giữa hai thuật ngữ nay thường không được người ta tuân thủ, thậm chí giữa các nhà khoa học.

### Ngànhy khoavàđộng vật học
Một độc tố thường được phân biệt với một nọc độc.

#### Độc tố
Là các chất độc được tạo ra thông qua một vài chức năng sinh học tự nhiên. Một cơ thể có thể vừa có nọc độc vừa có chất độc. Gây hại cho cơ thể.

#### Nọc độc
Trong tiếng Anh là venom. Gồm các độc tố động vật được phun ra khi sinh vật cắn hoặc đốt để truyền qua dưới da để gây hiệu ứng. Cơ thể có nọc độc thì sử dụng chất độc để tự vệ khi nó vẫn còn sống. Một số loài động vật chứa nọc độc: 1. Sứa hộp (lớp Cubozoa), 2. Rắn hổ mang chúa (King Cobra), 3. Bạch tuộc nhẫn xanh, 4. Ốc sên Marbled Cone, 5. Cá đá (Stone Fish), 6.Bọ cạp Death Stalker, 7. Rắn Taipan Inland, 8. Nhện Phoneutria

#### Chất độc
Trong tiếng Anh là poison. Thường được định nghĩa là các chất được hấp thụ thông các màng biểu mô như da hay ruột. Trong cách sử dụng thông thường, một cơ thể độc là thứ mà gây hại khi ăn phải hoặc chạm phải. Một số loài động vật chứa chất độc: 1. Ếch phi tiêu độc (Poison Dart Frog), 2. Họ cá nóc

### Ngànhhóa họcvàvật lý
Một chất độc là một chất cản trở hoặc ngăn chặn một phản ứng, ví dụ như bằng liên kết với một chất xúc tác.